# Fortuné Mellot
Pour les articles homonymes, voir Mellot.
Fortuné Mellot, né le 25 septembre 1840 à Sainte-Gemme-en-Sancerrois (Cher) et décédé le 4 juillet 1914 à Paris, est un homme politique français.

## Biographie
Notaire à Vailly-sur-Sauldre, maire de la commune, conseiller d'arrondissement puis conseiller général du canton de Vailly-sur-Sauldre, il est député du Cher de 1885 à 1889. Il siège à gauche et soutient les gouvernements opportunistes, puis brusquement, en fin de mandat, adhère au boulangisme. Il ne se représente pas en 1889 et quitte la vie politique.

## Sources
- « Fortuné Mellot », dans Adolphe Robert et Gaston Cougny, Dictionnaire des parlementaires français, Edgar Bourloton, 1889-1891 [détail de l’édition]